# Tommaso Bianchi
Tommaso Bianchi (Piombino, Italia, 1 de noviembre de 1988) es un futbolista italiano. Se desempeña como mediocampista en el San Donato Tavarnelle de la Serie C. 

## Trayectoria
En el 2005, llega reserva juvenil del Piacenza, con quien hizo su debut profesional en la Serie B, el 19 de marzo de 2006 contra Ternana. El 29 de agosto de 2009 anotó sus dos primeros goles en una derrota 3-2 ante Lecce.
El 31 de agosto de 2011, el último día antes del final de la ventana de traspasos, se vendió al Sassuolo. Haciendo su debut en septiembre en la victoria por 2-0 contra Citadella. Después de una temporada como titular, con 29 partidos en liga, ayudó a Sassuolo a conseguir la 3 ª plaza en la Serie B, sin embargo, Sassuolo, perdió la promoción a través de los play-off después de ser eliminado por un global de 3-2 por la Sampdoria.
El 20 de junio de 2012, después de impresionar en su primera temporada, el Sassuolo se hizo de su propiedad. Su primer gol llegó el 15 de diciembre de 2012, en la victoria por 3-1 al Calcio Padova. El 18 de mayo de 2013, Sassuolo logró el ascenso a la Serie A como Campeones de la Serie B, esto sería un logro extraordinario ya que sería la primera vez que Sassuolo jugaría en la máxima categoría del fútbol italiano.
El 31 de agosto de 2013 se fue a préstamo al Modena, regresando a la Serie B. Hizo su debut con los canarios el 8 de septiembre en una victoria por 2-0 sobre Citadella. Marcó su primer gol con el 19 de octubre en la victoria por 3-0 de local contra el Reggina.
El 8 de julio de 2014, Bianchi, comenzó a entrenar con el Leeds United por acuerdo de tres años con la opción de un año adicional.

## Selección nacional
Bianchi ha jugado con el seleccionado italiano sub-19 e hizo seis apariciones con la Sub-20.

## Clubes
| Club                     | País       | Año           |
| ------------------------ | ---------- | ------------- |
| Piacenza                 | Italia     | 2005-2011     |
| Chievo Verona (Préstamo) | Italia     | 2010          |
| Sassuolo                 | Italia     | 2011-2014     |
| Modena (Préstamo)        | Italia     | 2013-2014     |
| Leeds United             | Inglaterra | 2014-2016     |
| Ascoli FC (Préstamo)     | Italia     | 2016          |
| Ascoli FC                | Italia     | 2016-2018     |
| Novara Calcio            | Italia     | 2018-2021     |
| Siena                    | Italia     | 2021-2023     |
| San Donato Tavarnelle    | Italia     | 2023-presente |

## Estilo de juego
Es ante todo un medio centro, pero puede jugar como lateral en ambos flancos, o también de enganche.